# Promises (Calvin Harris e Sam Smith)
Promises è un singolo del DJ britannico Calvin Harris e del cantautore britannico Sam Smith, pubblicato il 17 agosto 2018.

## Video musicale
Il 16 agosto 2018 è stato pubblicato sul canale Vevo-YouTube del DJ, un lyric video del brano, e il 4 settembre 2018 il video musicale. Quest'ultimo ripercorre la vita notturna della ball culture, tra sfilate, vogueing e pose. Tra i protagonisti Winnie Harlow, Kevin Stea, Jamari 007, Dashaun Lanvin, Carlos Lanvin, Prince Zay e Kia LaBeija.

## Classifiche

### Classifiche settimanali
| Classifica (2018-19)  | Posizione massima |
| --------------------- | ----------------- |
| Argentina             | 34                |
| Australia             | 4                 |
| Austria               | 6                 |
| Belgio (Fiandre)      | 1                 |
| Belgio (Vallonia)     | 2                 |
| Bulgaria              | 8                 |
| Canada                | 15                |
| Croazia               | 1                 |
| Danimarca             | 4                 |
| Estonia               | 3                 |
| Finlandia             | 8                 |
| Francia               | 12                |
| Germania              | 2                 |
| Grecia                | 3                 |
| Irlanda               | 1                 |
| Islanda               | 1                 |
| Italia                | 6                 |
| Lettonia              | 2                 |
| Libano                | 1                 |
| Lituania              | 1                 |
| Lussemburgo           | 1                 |
| Norvegia              | 5                 |
| Nuova Zelanda         | 7                 |
| Paesi Bassi           | 4                 |
| Polonia               | 1                 |
| Portogallo            | 9                 |
| Regno Unito           | 1                 |
| Repubblica Ceca       | 6                 |
| Repubblica Dominicana | 29                |
| Romania               | 4                 |
| Russia                | 2                 |
| Singapore             | 15                |
| Slovacchia            | 3                 |
| Slovenia              | 1                 |
| Spagna                | 52                |
| Stati Uniti           | 65                |
| Svezia                | 3                 |
| Svizzera              | 3                 |
| Ucraina               | 4                 |
| Ungheria              | 3                 |

### Classifiche di fine anno
| Classifica (2018) | Posizione |
| ----------------- | --------- |
| Australia         | 51        |
| Austria           | 43        |
| Belgio (Fiandre)  | 23        |
| Belgio (Vallonia) | 40        |
| Croazia           | 64        |
| Danimarca         | 49        |
| Estonia           | 29        |
| Francia           | 105       |
| Germania          | 38        |
| Irlanda           | 20        |
| Islanda           | 7         |
| Italia            | 92        |
| Paesi Bassi       | 29        |
| Polonia           | 22        |
| Regno Unito       | 25        |
| Romania           | 57        |
| Russia            | 73        |
| Slovenia          | 37        |
| Svezia            | 76        |
| Svizzera          | 32        |
| Ungheria          | 24        |
| Classifica (2019) | Posizione |
| Australia         | 87        |
| Belgio (Fiandre)  | 59        |
| Belgio (Vallonia) | 92        |
| Francia           | 117       |
| Islanda           | 29        |
| Portogallo        | 122       |
| Regno Unito       | 47        |
| Romania           | 64        |
| Russia            | 53        |
| Slovenia          | 28        |
| Svizzera          | 79        |
| Ucraina           | 27        |